# 迪比克 (艾奥瓦州)
迪比克（英語：Dubuque）位于美国艾奥瓦州密西西比河畔，是迪比克县的县治所在，面积71.8平方公里。根据美国人口调查局2000年统计，共有人口57,696人，其中白人占96.15%、非裔美国人占1.21%。
迪比克位於艾奥瓦州、伊利诺伊州和威斯康辛州的交界處（也就是當地人稱的三州地區），是該地區的主要商業、工業、教育和文化中心。也是長期以來製造業的中心。但在21世紀初期，經濟迅速發展並多元化。到了2005年，該市在就業增長方面領先於州和中西部，成為美國第22大增長最快的經濟體。 除了工業，該市還擁有大量的醫療保健，教育，旅遊，出版和金融服務業。
迪比克是愛荷華州中少數有海灘嶺的城市之一，加上該城市獨特的建築和因位於河流交界處的便利性使其為艾奥瓦州內的一個旅遊勝地。迪比克也是五所高等教育機構的所在地，使其成為一個文化和學習的中心。

## 歷史
自從1763年的七年战争中法國戰敗後，西班牙控制了密西西比河以西的路易斯安那州；英國人則佔領了東部和加拿大。
迪比克的第一個永久定居者朱利安·迪比克於1785年抵達。1788年，他獲得西班牙政府和當地梅斯克瓦基族美洲原住民的許可，開採該地區豐富的鉛礦床。路易斯安那和迪比克的礦井的控制權在1800年短暫地轉移到法國，然後在路易斯安那購地後於1803年轉移到美國。 迪比克於1810年去世。但原住民使用迪比克遺留下來的用具繼續在美國政府的全力支持下開採直到1830年被美國探礦者非法趕出礦區。
為了紀念朱利安·迪比克，該地區被命名為迪比克市。迪比克市位於密西西比河旁的平原南端。該城市於1833年正式註冊，但當時並不屬於任何州管轄。隨後該地區於1838年被劃入愛荷華領地，並於1846年被納入新建的愛荷華州。在鉛礦耗盡後，該市成為眾多工業的所在地，例如木材、造船、釀造以及鐵路。1874年，Diamond Jo Line將其公司總部遷至迪比克並在Eagle Point建立了一家造船廠。僅僅兩年後，該公司成為迪比克最大的雇主（共有78人的勞動人口，其中75人在船廠工作），這些人每週工資總和約800-1,000美元。1860年至1880年間，迪比克已經成為了美國百大城市的其中之一。

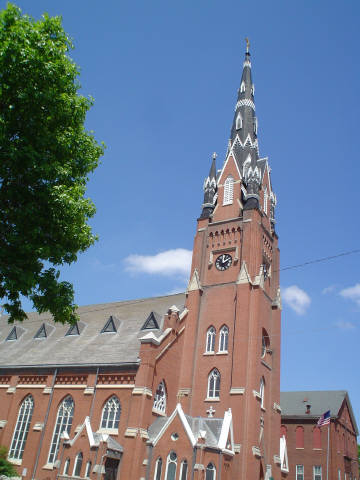
聖瑪麗天主教教堂, 迪比克市中11個天主教堂的其中之一

從19世紀中葉開始到20世紀初期，數千名貧窮的德國和愛爾蘭天主教移民來到這個城市並在製造業中心工作。 同時，這座城市的大型羅馬天主教堂被指定為新成立的迪比克大主教管區的所在地，並建造了許多修道院和其他機構。 直到現在，該市的德國和愛爾蘭籍的後裔仍然保持著堅定的天主教信仰。

## 經濟
多年來，迪比克的經濟一直集中在製造業。雖然工業仍然在該市發揮重要作用，但在過去十年中，經濟已經多元化。醫療保健，教育，旅遊，出版和金融服務都是該市不斷擴大的的重要部門。
除此之外，迪比克也成為愛荷華州中經濟成長最快的城市。2005年，該市的就業增長率位居全國第22位，與德克萨斯州奧斯汀和佛罗里达州奥兰多的增長水平相當。 2005年，該市在愛荷華州創造了超過10％的新工作崗位且創下了歷史新高：超過57,000人從事非農業工作。